# ITU-RRB
ITU-RRB steht für International Telecommunication Union Radio Regulations Board (Übersetzung: Internationale Fernmeldeunion – Ausschuss Funkvollzugsordnung (kurz: Ausschuss VO Funk)) und ist ein Organ des Sektors ITU-R mit personeller, organisatorischer und technischer Unterstützung vom ITU-R Büro in Genf im Hauptquartier der Internationalen Fernmeldeunion (ITU).
Vorläuferorganisation des Ausschusses VO Funk war der im Jahre 1947 gegründete Internationale Ausschuss für Frequenzregistrierung (IFRB), eines der selbständigen ITU-Organe.

## Organisation
Der Ausschuss VO Funk besteht aus zwölf Mitgliedern, die von der Konferenz der Regierungsbevollmächtigten gewählt werden und in der Regel bis zu viermal im Jahr in Genf tagen.
Die Mitglieder treten ihr Amt zu den Zeitpunkten an, die bei ihrer Wahl festgesetzt worden sind, und bleiben im Amt bis zu den Zeitpunkten, die die nächste Konferenz der Regierungsbevollmächtigten festsetzt. Sie vertreten bei der Ausübung ihres Amtes weder ihr Land noch ihre Region; sie sind unparteiisch und mit einem internationalen Auftrag betraut. Der geschäftsführende Direktor des ITU-R Büros ist zugleich Sekretär im Ausschuss VO Funk.

## Auftrag
Mandat, Kompetenz und Zuständigkeit des Ausschusses VO Funk sind nachstehend dargestellt.
- Billigung der Verfahren und Arbeitsabläufe im ITU-R Büro in Übereinstimmung mit den Vorgaben und Festlegungen der VO Funk zur Registrierung (in der International Frequency List (IFL)) von Frequenzzuteilungen durch die Frequenzverwaltungen der Mitgliedsländer;
- Entscheidungen, wenn Lösungen gemäß VO Funk oder Geschäftsordnung nicht gegeben sind;
- Behandlung offener – ungelöste Fälle von Störungsuntersuchungen die im ITU-R Büro seitens einer oder mehrerer Frequenzverwaltungen anhängig sind, und Formulierung von Empfehlungen;
- Fachexpertise für (Welt)Funkkonferenzen, Verwaltungskonferenzen und Regionalkonferenzen;
- Berufung oder Rechtsmittel bei Verstößen gegen Festlegungen der VO Funk im Zusammenhang mit Frequenzzuteilungen;
- Übernahmen jeglicher weiterer Aufträge, die eine kompetente Konferenz oder Versammlung stellt.

Der Direktor des ITU-R Büros ist zugleich geschäftsführender Sekretär im Ausschuss VO Funk.

## ITU-RB
ITU-RB steht für International Telecommunication Union´s Radiocommunication Bureau (auch ITU-R Bureau) und ist das Büro Funkkommunikation ebenfalls in Genf (Schweiz) im ITU-Hauptquartier; ebenfalls eine ständige Einrichtung mit folgenden Aufgabenfeldern.
- Sekretariat für den ITU-R Sektor;
- Sekretariat für den ITU-RR Board;
  - personelle, organisatorische und technische Unterstützung der ITU-RRB Tagungen
  - Bereitstellung juristischer Fachexpertise;
  - Registrierung von Frequenzzuteilungen (gemäß VO Funk) und Aufnahme in die IFL im Auftrag der Frequenzverwaltungen, einschließlich ihrer Aktualisierung und Verbreitung;
  - Registrierung (unter gleichen Bedingungen) der Positionen der geostationären Satelliten;
  - Aktualisierung der für seine Tätigkeit erforderlichen Unterlagen.